# Lembron
Le Lembron est une rivière française de Normandie, affluent de la Rouvre, sous-affluent de l'Orne.

## Géographie
De 14,4 km de longueur, le Lembron prend sa source à Ronfeugerai (altitude 245 mètres) en limite avec la commune de La Selle-la-Forge entre le lieu-dit le Carrefour Paris et celui du Val  de Ronfeugerai.
Il coule en prenant la direction du nord d'abord sous le nom de Ruisseau de la Fontaine, puis sous le nom de Lembron. Il marque la limite entre la commune d'Athis-de-l'Orne à l'ouest et celle de Ronfeugerai à l'est. À la limite nord de celle-ci, il reçoit le Lembronnet (altitude :177 mètres). Arrivant à La Lande-Saint-Siméon qu'il sépare de Taillebois, il reçoit la Courteille (altitude : 157 mètres). Il coule ensuite à l'est pour se jeter dans la Rouvre au sud de Ségrie-Fontaine à une altitude de 110 mètres.
Il traverse essentiellement des terres agricoles du bocage, qu'elles soient en cultures ou en prairies. Vers la fin de son cours, en raison d'un relief plus accidenté, il est davantage bordé de bois.

## Histoire
Avant la réforme des diocèses lors de la Révolution française, le Lembron marquait la séparation entre le diocèse de Séez dont dépendait Ronfeugerai et le diocèse de Bayeux dont dépendait Athis.